# Dimitrovgrad (Serbia)
Dimitrovgrad (búlgaro: Ца̀риброд, Tsáribrod; serbocroata cirílico: Димитровград) es un municipio y villa de Serbia perteneciente al distrito de Pirot.
En 2011 su población era de 10 056 habitantes, de los cuales 6247 vivían en la villa y el resto en las 42 pedanías del municipio. La mayoría de los habitantes del municipio son búlgaros (5413 habitantes), con una importante minoría de serbios (2819 habitantes).
Se ubica en la frontera con Bulgaria, a medio camino entre Sofía y Niš sobre la carretera E80.

## Historia
El asentamiento se denominaba en su origen medieval "Tsaribrod", que significaba "vado del zar", y hace referencia a una leyenda local según el cual las tropas de un zar búlgaro atravesaron aquí el río Nišava aprovechando un vado. Según algunas fuentes, el zar de esta leyenda era Simeón el Grande, mientras que otras mencionan a Iván Shishman. Su primera mención documental aparece en 1576, cuando se menciona en un registro tributario otomano. Los turcos tradujeron el nombre del pueblo como "Tekvur Binari", que viene a significar "pozo real". Originalmente, los búlgaros vivían en las colinas que rodean a la actual ciudad, hasta que se asentaron aquí las oficinas administrativas otomanas y en los siglos XVI-XVII la población bajó al terreno llano. El motivo de este desplazamiento se debía a que por aquí pasaba la Vía Militaris, antigua calzada romana que los otomanos tenían como vía de comunicación principal. Durante el siglo XVIII, los turcos dividieron la localidad en dos asentamientos, uno a cada lado del Nišava, llamados Golyam y Malak Tsaribrod, pero con el tiempo acabaron volviéndose a unir.
En 1878, cuando esta localidad estaba habitada completamente por búlgaros, se incluyó en los territorios del principado de Bulgaria, que años más tarde formaría parte del reino de Bulgaria. En 1920, como consecuencia del tratado de Neuilly-sur-Seine, la ciudad fue cedida al reino de los Serbios, Croatas y Eslovenos, pasando a formar parte del área conocida como "periferia occidental búlgara", donde se produjeron notables conflictos durante el período de entreguerras. En 1929 se integró en la banovina del Morava del reino de Yugoslavia, hasta que el Ejército búlgaro la ocupó en la Segunda Guerra Mundial. Tras la derrota búlgara en la guerra, en 1944 Tsaribrod quedó definitivamente integrada en la República Socialista de Serbia. En 1951, como símbolo de la amistad yugoslavo-búlgara, se le dio el topónimo "Dimitrovgrad" en honor al ex primer ministro búlgaro Gueorgui Dimitrov, pero los búlgaros han preferido seguir usando el topónimo antiguo para distinguirla de Dimitrovgrad (Bulgaria).

## Pedanías
| - Banjski Dol - Barje - Bačevo - Beleš - Bilo - Boljev Dol - Braćevci - Brebevnica - Verzar - Visočki Odorovci | - Vlkovija - Vrapča - Gojin Dol - Gornja Nevlja - Gornji Krivodol - Gradinje - Grapa - Gulenovci - Donja Nevlja | - Donji Krivodol - Dragovita - Željuša - Izatovci - Iskrovci - Kamenica - Kusa Vrana - Lukavica - Mazgoš - Mojinci | - Paskašija - Petačinci - Petrlaš - Planinica - Poganovo - Prača - Protopopinci - Radejna - Senokos - Skrvenica | - Slivnica - Smilovci - Trnski Odorovci |

## Clima
| Parámetros climáticos promedio de Dimitrovgrad (1981–2010, extremes 1961–2010) | Parámetros climáticos promedio de Dimitrovgrad (1981–2010, extremes 1961–2010) | Parámetros climáticos promedio de Dimitrovgrad (1981–2010, extremes 1961–2010) | Parámetros climáticos promedio de Dimitrovgrad (1981–2010, extremes 1961–2010) | Parámetros climáticos promedio de Dimitrovgrad (1981–2010, extremes 1961–2010) | Parámetros climáticos promedio de Dimitrovgrad (1981–2010, extremes 1961–2010) | Parámetros climáticos promedio de Dimitrovgrad (1981–2010, extremes 1961–2010) | Parámetros climáticos promedio de Dimitrovgrad (1981–2010, extremes 1961–2010) | Parámetros climáticos promedio de Dimitrovgrad (1981–2010, extremes 1961–2010) | Parámetros climáticos promedio de Dimitrovgrad (1981–2010, extremes 1961–2010) | Parámetros climáticos promedio de Dimitrovgrad (1981–2010, extremes 1961–2010) | Parámetros climáticos promedio de Dimitrovgrad (1981–2010, extremes 1961–2010) | Parámetros climáticos promedio de Dimitrovgrad (1981–2010, extremes 1961–2010) | Parámetros climáticos promedio de Dimitrovgrad (1981–2010, extremes 1961–2010) |
| Mes                                                                            | Ene.                                                                           | Feb.                                                                           | Mar.                                                                           | Abr.                                                                           | May.                                                                           | Jun.                                                                           | Jul.                                                                           | Ago.                                                                           | Sep.                                                                           | Oct.                                                                           | Nov.                                                                           | Dic.                                                                           | Anual                                                                          |
| ------------------------------------------------------------------------------ | ------------------------------------------------------------------------------ | ------------------------------------------------------------------------------ | ------------------------------------------------------------------------------ | ------------------------------------------------------------------------------ | ------------------------------------------------------------------------------ | ------------------------------------------------------------------------------ | ------------------------------------------------------------------------------ | ------------------------------------------------------------------------------ | ------------------------------------------------------------------------------ | ------------------------------------------------------------------------------ | ------------------------------------------------------------------------------ | ------------------------------------------------------------------------------ | ------------------------------------------------------------------------------ |
| Temp. máx. abs. (°C)                                                           | 21.0                                                                           | 23.0                                                                           | 26.8                                                                           | 31.4                                                                           | 33.4                                                                           | 38.2                                                                           | 41.4                                                                           | 37.4                                                                           | 36.0                                                                           | 33.4                                                                           | 26.8                                                                           | 20.8                                                                           | 41.4                                                                           |
| Temp. máx. media (°C)                                                          | 4.0                                                                            | 6.1                                                                            | 11.4                                                                           | 16.9                                                                           | 22.0                                                                           | 25.3                                                                           | 27.8                                                                           | 28.1                                                                           | 23.4                                                                           | 17.8                                                                           | 10.5                                                                           | 5.1                                                                            | 16.5                                                                           |
| Temp. media (°C)                                                               | -0.7                                                                           | 0.6                                                                            | 5.0                                                                            | 10.1                                                                           | 14.9                                                                           | 18.2                                                                           | 20.1                                                                           | 19.8                                                                           | 15.3                                                                           | 10.5                                                                           | 5.0                                                                            | 0.8                                                                            | 10.0                                                                           |
| Temp. mín. media (°C)                                                          | -4.3                                                                           | -3.6                                                                           | -0.1                                                                           | 4.1                                                                            | 8.5                                                                            | 11.6                                                                           | 13.0                                                                           | 12.9                                                                           | 9.4                                                                            | 5.4                                                                            | 1.0                                                                            | -2.6                                                                           | 4.6                                                                            |
| Temp. mín. abs. (°C)                                                           | -29.3                                                                          | -23.5                                                                          | -16.8                                                                          | -8.2                                                                           | -2.3                                                                           | 1.5                                                                            | 3.9                                                                            | 2.4                                                                            | -3.5                                                                           | -7.9                                                                           | -17.0                                                                          | -18.0                                                                          | -29.3                                                                          |
| Precipitación total (mm)                                                       | 39.5                                                                           | 38.1                                                                           | 40.2                                                                           | 54.3                                                                           | 67.2                                                                           | 70.0                                                                           | 61.1                                                                           | 52.5                                                                           | 51.8                                                                           | 50.2                                                                           | 52.8                                                                           | 46.9                                                                           | 624.7                                                                          |
| Días de precipitaciones (≥ 0.1 mm)                                             | 12                                                                             | 12                                                                             | 12                                                                             | 14                                                                             | 13                                                                             | 12                                                                             | 9                                                                              | 8                                                                              | 9                                                                              | 9                                                                              | 11                                                                             | 13                                                                             | 135                                                                            |
| Días de nevadas (≥ 1 mm)                                                       | 9                                                                              | 9                                                                              | 7                                                                              | 1                                                                              | 0                                                                              | 0                                                                              | 0                                                                              | 0                                                                              | 0                                                                              | 0                                                                              | 4                                                                              | 8                                                                              | 39                                                                             |
| Horas de sol                                                                   | 81.4                                                                           | 99.1                                                                           | 148.1                                                                          | 166.5                                                                          | 221.1                                                                          | 258.3                                                                          | 299.3                                                                          | 280.9                                                                          | 212.1                                                                          | 157.9                                                                          | 94.8                                                                           | 65.0                                                                           | 2084.5                                                                         |
| Humedad relativa (%)                                                           | 81                                                                             | 77                                                                             | 70                                                                             | 67                                                                             | 69                                                                             | 70                                                                             | 66                                                                             | 66                                                                             | 71                                                                             | 75                                                                             | 79                                                                             | 82                                                                             | 73                                                                             |
| Fuente: Republic Hydrometeorological Service of Serbia                         |                                                                                |                                                                                |                                                                                |                                                                                |                                                                                |                                                                                |                                                                                |                                                                                |                                                                                |                                                                                |                                                                                |                                                                                |                                                                                |